# Still for your love
〈Still for your love〉는 루마니아 몬테비데오의 1번째 싱글로 1999년 4월 14일에 기자 스튜디오에서 발매됐다. CD 코드는 GZDA-1004. 루마니아 몬테비데오의 메이저 데뷔 싱글로 첫 TV 애니메이션 타이업 곡이다.

## 수록곡
1. Still for your love
  - 작사: 미요시 마미, 작곡: 미요시 마코토, 편곡: 후루이 히로히토, 미요시 마코토
2. Good-bye Summer Vacation
  - 작사: 미요시 마미, 작곡: 미요시 마코토, 편곡: 후루이 히로히토, 미요시 마코토
3. Still for your love (original karaoke)
4. Good-bye Summer Vacation (original karaoke)

## 타이업
- 요미우리 TV 닛폰 TV계 애니메이션 《명탐정 코난》 일곱 번째 닫는 곡 (#1)

| TV 애니메이션 《명탐정 코난》 닫는 곡 1999년 1월 25일 (132화) ~ 1999년 7월 12일 (152화) |                                             |                             |
| 이전 곡: 코마츠 미호 〈얼음 위에 서 있는 것처럼〉                                       | 루마니아 몬테비데오 〈Still for your love〉 | 다음 곡: WAG 〈Free Magic〉 |